# Цисяньцинь
Цисяньци́нь (кит. 七絃琴, ци «семь», сянь «струны», цинь «струнный инструмент»), или гуцинь (gǔqín 古琴), или «старинный цинь» — китайский 7-струнный музыкальный инструмент, разновидность цитры (см. также цинь).

## Описание
Имеет продолговатый корпус в виде деревянного ящика фигурных очертаний (длина 100—120 см, ширина около 20 см); на деке помечены 13 ладов (судя по сохранившимся старинным образцам цисяньцина и табулатурным записям музыкальных произведений, система ладов претерпела значительную эволюцию за время существования инструмента). Струны изготавливаются из шёлка и имеют различную толщину; их настройка C — D — F — G — A — c — d или G — A — c — d — e — g — a. Диапазон чуть более четырёх октав (С — d³).
Во время игры исполнитель держит цисяньцинь горизонтально, при этом узкий конец со струнодержателем располагается слева, а широкий с колками — справа. Струны прижимают к деке, звук извлекают щипком.
Старинный цинь — древнейший инструмент. Под названием «цинь» (кит. трад. 琴) он впервые упоминается в песне «Встреча невесты» (кит. трад. 關雎) из «Книги песен». В древности китайский цинь был пятиструнным, но уже в эпоху Хань стал семиструнным. В III веке до н. э. входил в состав придворного оркестра яюэ (雅樂, «изящная музыка») и был наиболее характерным инструментом классической древнекитайской музыки.
Автор китайского классического романа «Сон в красном тереме» в 86 главе устами его героини Линь Дай-юй сообщает, что в древности на цине играли, только чтобы успокоить дух и побороть низменные инстинкты; а также рассказывает, каким дополнительным условиям должен был удовлетворять древний музыкант, чтобы не «оскорбить» этот инструмент и использовать его эффективнее всего. В частности:

Вымой руки, воскури благовония, присядь на тахту, положи цинь на столик так, чтобы его пятый лад находился как раз против твоего сердца, и начинай играть обеими руками — только тогда твое тело и душа придут в гармонию.
Оригинальный текст (кит.)然后盥了手，焚上香，方才将身就在榻边，把琴放在案上，坐在第五徽的地方儿，对着自己的当心，两手方从容抬起，这才心身俱正。

По принятой в Китае классификации (по материалу как источнику звука) относится к категории «шёлковых инструментов».
В 2003 году гуцинь и его музыка объявлены нематериальным культурным наследием ЮНЕСКО, а в 2008 году внесены в соответствующий репрезентативный список.